# Escut del Senegal
L'escut del Senegal fou adoptat el desembre de 1965, segons un disseny de l'heraldista francesa Suzanne Gauthier, i porta els colors panafricans (verd, groc i vermell) i l'estrella de la bandera estatal. Es tracta d'una combinació dels símbols presents en el segell presidencial (el lleó) i en el segell d'Estat (el baobab).
És un escut partit: al primer, de gules, un lleó d'or; al segon, d'or, un baobab al natural acompanyat a la punta d'una faixa ondada de sinople en representació del riu Senegal. L'escut és voltat de dues palmes d'argent passades en sautor que porten una cinta d'argent amb el lema nacional en francès: UN PEUPLE – UN BUT – UNE FOI ('Un poble – Una meta – Una fe'). Acoblat darrere l'escut, de la punta en penja l'Orde Nacional del Lleó, la màxima condecoració del Senegal. Per timbre, una estrella de cinc puntes de sinople.
Segons la interpretació oficial, el lleó és un senyal freqüent del grup ètnic nord-sudanès, al qual pertany la major part dels senegalesos. Abans de la presència francesa, era l'animal simbòlic del poder; el rei era, doncs, un rei-lleó-sol-déu. A partir de la independència esdevindrà l'animal simbòlic de l'Estat, al·lusiu al coratge i la lleialtat del poble senegalès.
El baobab, per la seva banda, és un arbre típic de la flora senegalesa. Sovint la plaça dels antics poblats es caracteritza per la presència d'un grup de baobabs centenaris. A més a més, és un arbre del qual s'extreuen diversos productes alimentaris i fibra per confeccionar cordes sòlides.